# Hôtel de la Caisse d'épargne de Cholet
L'hôtel de la Caisse d'épargne est un bâtiment de la fin du XIXe siècle situé à Cholet, en France. Il a autrefois accueilli un établissement bancaire, pour lequel il a été construit.

## Situation et accès
L'édifice est situé au no 4 de la rue Travot, dans le centre-ville de Cholet et plus largement au sud-ouest du département de Maine-et-Loire.

## Histoire

### Fondation
Le bâtiment date de 1897. Les détails sculptés sur la façade du bâtiment sont l'œuvre des sculpteurs choletais François Biron (1849-1926) et Fernand Dupré (1879-1970).

### Conversions
Le bâtiment accueille un certain temps le commissariat de la police municipale et l'Office municipal du sport de Cholet (OMS),,,. Le rez-de-jardin devient occupé par la halte-garderie municipale « Les Petits Loups »,,.

### Liquidation par la Ville
Au milieu des années 2010, la Ville de Cholet cherche à faire des économies, surtout avec un endettement qui atteint 70 millions d'euros. Ainsi, en 2013, la Municipalité met en vente cet hôtel pour renflouer ses caisses. Puis, à partir du début de 2016, elle décide, conjointement avec la Communauté d'agglomération du Choletais, de mettre en vente leurs biens immobiliers sur le site Leboncoin parmi lesquels on retrouve cet hôtel de la Caisse d'épargne, décrit en tant que « immeuble de bureaux datant de 1897 » et proposé au prix net vendeur de 245 000 euros. Cependant, face au coût considérable de sa rénovation et de son isolation, une taxe foncière estimée à 3 367 euros et avec, qui plus est, un diagnostic de performance énergétique non effectué, la vente ne se précipite pas.
N'ayant toujours pas trouvé preneur, en mai 2016, la Ville choisit d'organiser une vente aux enchères exceptionnelle de cet hôtel et d'un bâtiment datant de 1880 de la rue Saint-Martin, avec l'aide de la plateforme Agorastore spécialisée dans ce domaine. Cette vente est ouverte à tous, du 20 juin 2016 à 12 h, au 30 juin 2016 à 16 h, avec la mise à prix initiale de 210 210 euros pour l'hôtel de la Caisse d'épargne. La Ville garde cependant le rez-de-jardin avec la halte-garderie et le garage attenant au bâtiment,.

### Rachat par l'Agglomération et Maison de l'orientation
La délibération du conseil municipal en date du 10 juillet 2018 indique que malgré une dizaine de visites, aucune offre n'a été jugée sérieuse par la Ville pour ce bâtiment estimé à 260 000 euros. Il est finalement cédé à l'Agglomération du Choletais pour 200 000 euros. On planifie alors d'y réaliser des travaux de rénovation avant d'accueillir le club de loisirs pour retraités de la Maison du Mail, qui s'installe finalement dans le parc Pérotaux en octobre 2019. Le 1er mars 2021, c'est la Maison de l'orientation qui déménage dans ce bâtiment dans lequel elle rejoint le service enseignement supérieur de l'Agglomération qui s'y est installé entre-temps.